# Taenaris aroana
Taenaris aroana är en fjärilsart som beskrevs av Hans Fruhstorfer 1901. Taenaris aroana ingår i släktet Taenaris och familjen praktfjärilar. Inga underarter finns listade i Catalogue of Life.